# Royal Artillery
Il Royal Regiment of Artillery ("Regio reggimento di artiglieria" in inglese), meglio noto come Royal Artillery o RA, è la branca dell'esercito britannico incaricata di gestire tutte le operazioni concernenti l'impiego dell'artiglieria terrestre e antiaerea; a dispetto della qualifica di "reggimento", l'unità è costituita da un complesso di più reggimenti diversi, sia appartenenti all'esercito regolare che al Territorial Army.

## Storia

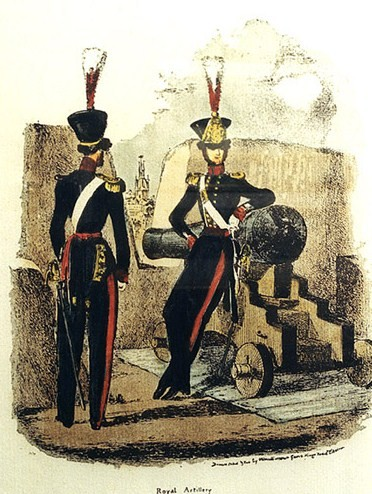
Artiglieri britannici del 1825

La costituzione delle prime unità di artiglieria inglesi risale al periodo della guerra dei cent'anni, ma nonostante già il re Enrico VIII d'Inghilterra avesse riconosciuto l'importanza di disporre di un corpo di artiglieri in servizio regolare la sua costituzione non avvenne prima del XVIII secolo: fino ad allora "treni di artiglieria" erano reclutati dietro ordini regi per specifiche campagne, ma sciolti alla conclusione delle stesse.
Il 26 maggio 1716 il re Giorgio I di Gran Bretagna diede ordine di reclutare due compagnie di artiglieria campale in servizio permanente, ognuna forte di 100 uomini e di base a Woolwich, sobborgo di Londra; queste unità fornirono il primo nucleo per la futura "Royal Artillery", termine usato per la prima volta a partire dal 1720. Il 1º aprile 1722 le due compagnie originarie furono aumentate a quattro e, raggruppate con le compagnie di artiglieria indipendenti di guarnigione a Gibilterra e Minorca, formarono il "Royal Regiment of Artillery", il cui primo comandante fu il colonnello Albert Borgard; nel 1741 una Royal Military Academy fu formata presso l'arsenale di Woolwich per provvedere all'addestramento degli ufficiali della RA e dei Royal Engineers, fondati nel 1717. Il reggimento si espanse rapidamente, e nel 1757 poteva allineare 24 compagnie divise in due battaglioni, oltre a una compagnia di cadetti e a una banda reggimentale (costituita nel 1762); un secondo reggimento di artiglieria dell'esercito britannico venne formato nel 1756 come "Royal Irish Regiment of Artillery".
Nel 1771 l'organico del Royal Regiment of Artillery era cresciuto a 32 compagnie divise in quattro battaglioni, oltre a due "compagnie di invalidi" composte da uomini troppo vecchi per il servizio attivo e impiegati in compiti di guarnigione; nel 1782 il reggimento fu trasferito presso un nuovo complesso di caserme (Royal Artillery Barracks), che divenne la sede principale delle attività della Royal Artillery fino al 2007. Nel gennaio del 1793 due troop di artiglieria a cavallo (Royal Horse Artillery o RHA) furono formate per fornire supporto di fuoco alle unità di cavalleria dell'esercito britannico; altre due troop furono reclutate nel novembre del 1793. Nel 1801 la Royal Artillery assorbì il disciolto Royal Irish Regiment of Artillery, divenendo l'unica unità di artiglieria dell'esercito britannico.
Il reggimento fu sottoposto al Board of Ordnance (l'ufficio governativo responsabile della gestione delle unità di genieri e artiglieria e dei rifornimenti di armi e munizioni) fino al 1855, quando passò sotto il controllo del War Office come il resto dell'esercito. Nel 1862, dopo aver assorbito le unità di artiglieria delle disciolte forze militari della Compagnia britannica delle Indie orientali, l'organico del reggimento arrivò a comprendere 29 batterie di artiglieria a cavallo, 73 batterie di artiglieria campale e 88 batterie di artiglieria pesante. Il 1º luglio 1899 la Royal Artillery subì una riorganizzazione venendo divisa in tre gruppi principali che funzionavano di fatto come corpi separati: la Royal Horse Artillery (RHA) con 21 batterie a cavallo, la Royal Field Artillery (RFA) con 95 batterie di artiglieria campale e la Royal Garrison Artillery (RGA) con 91 batterie di artiglieria pesante, d'assedio, costiera e da montagna; un quarto gruppo, designato solo come Royal Artillery, rimase responsabile degli approvvigionamenti di armi e munizioni. La divisione in gruppi rimase in vigore fino al 1924, quando le varie unità furono di nuovo riunite in un unico corpo, benché la RHA mantenesse un'identità distinta dal resto del reggimento, con insegne, uniformi e tradizioni diverse. Durante la seconda guerra mondiale la Royal Artillery raggiunse il suo organico massimo con 960 reggimenti separati di artiglieria per un totale di più di un milione di uomini alle armi.

## Struttura

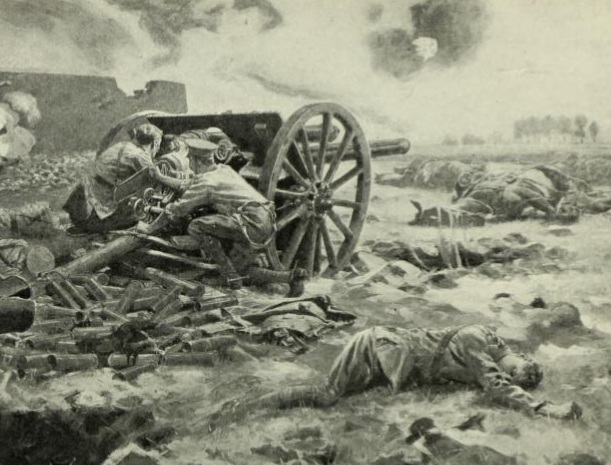
L'"Azione di Néry", famoso episodio della prima guerra mondiale che vide protagonista la RA

L'odierno Royal Regiment of Artillery comprende 16 reggimenti appartenenti all'esercito regolare (quattro dei quali portano l'appellativo di "Royal Horse Artillery") e sei reggimenti appartenenti all'esercito territoriale.

### Reggimenti dell'esercito regolare

#### Royal Horse Artillery
- King's Troop, Royal Horse Artillery: unità cerimoniale di artiglieria a cavallo, equipaggiata con 13 cannoni Ordnance QF 13 lb del periodo delle guerre mondiali; è di base al St John's Wood presso il Regent's Park.
- 1st Regiment Royal Horse Artillery: equipaggiato con semoventi d'artiglieria AS-90; è di base alle Assaye Barracks di Tidworth.
- 3rd Regiment Royal Horse Artillery (The Liverpool and Manchester Gunners): equipaggiato con semoventi di artiglieria AS-90, è parte delle British Forces Germany, il comando delle forze britanniche assegnate alla NATO; è di base alle Caen Barracks di Hohne, in Germania.
- 7th (Parachute) Regiment Royal Horse Artillery – (The Airborne Gunners): unità di artiglieria paracadutata, è equipaggiato con cannoni L118 Light Gun e assegnato alla 16th Air Assault Brigade di base a Colchester.

#### Royal Artillery

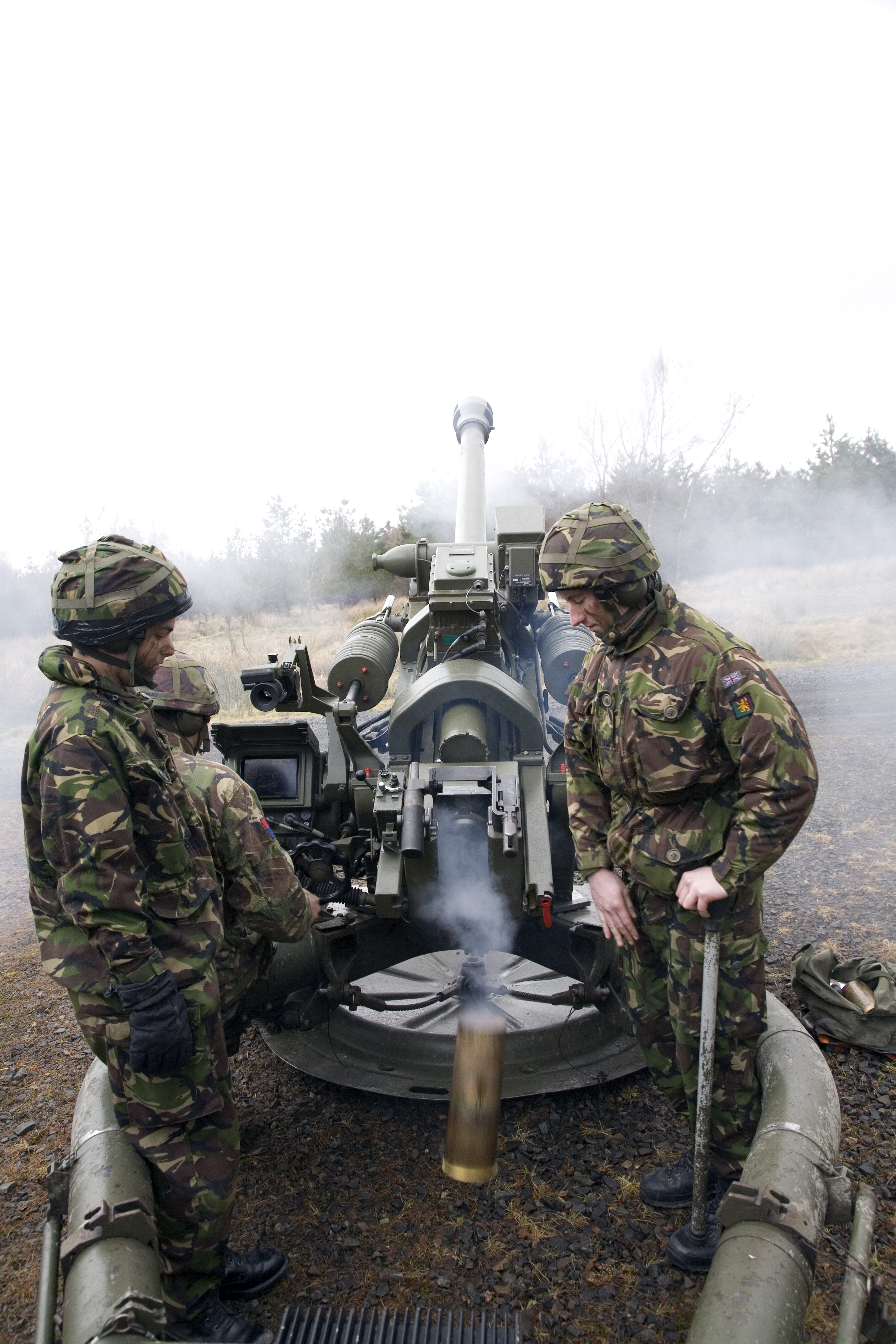
Artiglieri britannici fanno fuoco con un L118 Light Gun

- 4th Regiment Royal Artillery – (The North East Gunners): equipaggiato con cannoni semoventi AS-90, è di base alle Alanbrooke Barracks presso la base aerea RAF Topcliffe.
- 5th Regiment Royal Artillery – (The North, East & West Yorkshire Gunners): è un'unità dedicata alle operazioni di sorveglianza e acquisizione dei bersagli, ed è di base alle Marne Barracks di Catterick.
- 12th Regiment Royal Artillery – (The Lancashire and Cumbrian Gunners): unità di artiglieria contraerea, è equipaggiata con il sistema missilistico terra-aria Starstreak, ed è di base alle Baker Barracks sull'isola di Thorney Island, nel West Sussex.
- 14th Regiment Royal Artillery: è l'unità di addestramento e supporto della Royal Artillery, ed è di base alle Stirling Barracks presso il complesso militare di Larkhill.
- 16th Regiment Royal Artillery – (The London and Kent Gunners): unità di artiglieria contraerea, è equipaggiata con il sistema missilistico terra-aria Rapier ed è di base alle St George's Barracks di North Luffenham, nel Rutland.
- 19th Regiment Royal Artillery – (The Highland Gunners): equipaggiato con cannoni semoventi AS-90, è di base alle Assaye Barracks di Tidworth.
- 26th Regiment Royal Artillery – (The West Midland Gunners): equipaggiato con cannoni semoventi AS-90, è parte delle British Forces Germany e di base alle Mansergh Barracks di Gütersloh, in Germania.
- 29th Commando Regiment Royal Artillery – (The Commando Gunners): unità di artiglieria leggera equipaggiata con i cannoni L118 Light Gun, è assegnata alla 3 Commando Brigade dei Royal Marines; la maggior parte delle sue batterie sono di base alla cittadella di Plymouth, con una di esse (la 148 (Meiktila) Battery) dislocata invece alla base dei Royal Marines di Poole e un'altra (la 7 (Sphinx) Battery) alla base dei Royal Marines di Condor.
- 32nd Regiment Royal Artillery: unità di sorveglianza e acquisizione bersagli, è equipaggiata con vari aeromobile a pilotaggio remoto ed è di base alle Roberts Barracks presso il complesso militare di Larkhill.
- 39th Regiment Royal Artillery – (The Welsh Gunners): equipaggiata con i sistemi lanciarazzi multipli semoventi MLRS, è di base a Newcastle upon Tyne nel Galles.
- 40th Regiment Royal Artillery – (The Lowland Gunners): unità di artiglieria leggera equipaggiata con i cannoni L118 Light Gun, è di base alle Thiepval Barracks di Lisburn, nell'Irlanda del Nord.
- 47th Regiment Royal Artillery – (The Hampshire and Sussex Gunners): unità di sorveglianza e acquisizione bersagli, è equipaggiata con vari aeromobile a pilotaggio remoto ed è di base alle Baker Barracks presso la base aerea RAF Thorney Island.

### Reggimenti dell'esercito territoriale
- 100th (Yeomanry) Regiment Royal Artillery: unità mista di artiglieria semovente, campale e paracadutata.
- 101st (Northumbrian) Regiment Royal Artillery (Volunteers): unità di sorveglianza e acquisizione bersagli e di lanciarazzi multipli.
- 103rd (Lancashire Artillery Volunteers) Regiment Royal Artillery: unità di artiglieria campale.
- 104th Regiment Royal Artillery (Volunteers): unità di sorveglianza e acquisizione bersagli.
- 105th Regiment Royal Artillery (Volunteers): unità di artiglieria campale.
- 106th (Yeomanry) Regiment Royal Artillery: unità di artiglieria contraerea.

## Unità affiliate e gemellate
- Canada – Royal Regiment of Canadian Artillery
- Australia – Royal Regiment of Australian Artillery
- Nuova Zelanda – Royal Regiment of New Zealand Artillery
- India – Regiment of Artillery
- Pakistan – Regiment of Artillery
- Sri Lanka – Sri Lanka Artillery
- Singapore – Singapore Volunteer Artillery
- Malta – Armed Forces of Malta
- Malaysia – Rejimen Artileri Diraja
- Gibilterra – The Royal Gibraltar Regiment
- Sudafrica – South African Artillery Corps